# مالیه عمومی
مالیه عمومی بررسی عملیات و فعالیت‌های مربوط به چگونگی انجام هزینه‌های دولتها، روش‌های جمع‌آوری در آمدها و نحوه اداره وجوه و منابع مالی است. یکی از مسائلی که فکر اقتصاددانان امروز را بخود مشغول می‌کنید و در تمامی کشورهای جهان، چه کشورهای توسعه یافته و چه کشورهای در حال توسعه موضوع داغ روز است و آن تحت عنوان مالیه عمومی است. دلیل اهمیت آن را می‌توان گسترش روزافزون وظایف دولت‌ها، گسترش نیازهای ملت‌ها و منابع محدود در حال کاهش کشور خلاصه کرد؛ و این باعث علم جدیدی بنام علم مالیه عمومی گردید.

## ماهیت مالیه عمومی
بیش از هرچیز، شناخت دولت و نقش دولت‌ها لازم و ضروری است. عوامل متعددی، ماهیت و اندازه مالیه عمومی در هر جامعه را تبیین می‌نماید که عبارت‌اند از: درجه و میزان حضور دولت در جامعه، درجه توسعه و پیچیدگی اقتصاد جامعه، بینش و نگرش حاکم بر جامعه، شرایط خاص

## تعریف مالیه عمومی
یکی از موضوعاتی که مرز بیان اقتصاد و سیاست است، موضوع مالیه عمومی است. معادل اصطلاح انگلیسی مالیه است؛ که در معنای تدارک مالی بکار گرفته می‌شود که در آن رابطه با یک فرد یا خانوار، یک بنگاه یا یک جامعه یا در سطح بین‌المللی مورد استفاده قرار دارد.
برخی از صاحب نظران اعتقاد دارند که مالیه عمومی بررسی عملیات و فعالیت‌های مربوط به چگونگی انجام هزینه‌های دولت‌ها، روش‌های جمع‌آوری درآمدها و چگونگی نحوه اداره وجوه و منابع مالی است. حوزه مطالعاتی مالیه عمومی، هزینه‌های عمومی، درآمدهای عمومی واداره وجوه و منابع مالی است.
در مسیر حرکت و تحولات مالیه عمومی فرازهایی وجود دارد که می‌توان چهار فراز نام برد:
1. فراز انقلاب صنعتی
2. جنگ جهانی اول و بحران ۱۹۲۹ میلادی
3. ایجاد شرکت‌های و موسسات اقتصادی بزرگ
4. تحولات چند دهه اخیر

## اهمیت مالیه عمومی
در تکامل جوامع بشری حضور جوامع بشری حضور دولت‌ها چه از نظر کمی و کیفی در زمینه مسائل مختلف و اقتصادی و اجتماعی به‌طور مداوم افزایش یافته و این افزایش حضور طبیعتاً به افزایش اهمیت مالیه عمومی منجر شده‌است.

## وظایف مالیه عمومی
برای رسیدن به اهداف اقتصادی مالیه عمومی، چند وظیفه برای دولتهای مطرح است: از نظر ماسگرپو:
1. وظیفه تخصیص منابع
2. وظیفه توزیع درآمد و ثروت
3. وظیفه تثبیت اقتصادی
4. تدارک خدمات اساسی
5. تشویق‌ها و کنترل بخشه‌ای مخصوص اقتصادی
6. انجام دادن سیاست اجتماعی در برابر خدمات اجتماعی
7. تشویق رشد اقتصادی روی هم رفته

## موانع عمده سیاست تثبیت اقتصادی
1. درنگ در تأثیر سیاست تثبیت
2. انتظارات مردم نسبت به سیاست تثبیت
3. بی‌اعتمادی به سیاست تثبیت

## اهداف اقتصادی مالیه عمومی
1. رشد و توسعه اقتصادی هماهنگ
2. توازن تراز پرداخت
3. عدالت اقتصادی و اجتماعی

## مالیه از دیدگاه کلاسیک
1. حفظ بودجه در حداقل ممکن
2. حفظ توازن بودجه
3. اجازه استقراض برای اهداف تولیدی
4. لزوم تأدیه فوری بدهی‌ها
5. تأکید بر مالیات بر مصرف و اجتناب از مالیات پس‌انداز
6. نادیده انگاشتن سیاست‌های مالی

## اصول مالیه از دیدگاه نوین
1. عدم ضرورت همیشگی حفظ بودجه در حداقل ممکن و حفظ توازن بودجه
2. تأکید بر سیاست کسر بودجه
3. پذیرش نقش مثبت استقراض
4. تأکید بر چنبه‌های منفی مالیات بر مصرف

## اصول اختلاف نظریه کینزینها و کلاسیکها
1. تعادل مطلوب، خود بخودی و همیشگی
2. کارکرد عقلایی عوامل اقتصادی
3. انعطاف‌پذیرش قیمت
4. آثار توزیع درآمد
5. کشش انتظارات قیمت

## مالیه تبعی یا اقتضایی
مالیه تبعی یا اقتضایی را باید از تبعات تجزیه و تحلیل و تحلیل‌های کینز در اقتصاد تلقی نمود اصلاح مالیه تبعی اولین بار پروفسور لرنر بکار گرفته‌است. اصل پایه در مالیات تبعی این است که مالیه عمومی باید به‌عنوان ابزاری جهت دستیابی به اهداف اصلی اقتصادی و اجتماعی مدنظر قرار گیرد. مطابق تحلیل‌های نظری این دانشمند، تغییرات تقاضا، از راه ضریب تکاثری، اثری بسیار فزونتر از کمیت این تغییر بر میزان درآمد و اشتغال در کشور دارد.

### ضریب تکاثری
ضریبی است که به پنج کمیت آن، درآمد ملی، در پی تغییر یکی از متغیرهای مؤثر براندازه تقاضای کل تغییر می‌نماید، اصل‌ترین این متغیرها، مصرف خانوارها، سرمایه‌گذاری،
مخارج دولتی، مالیاتها صادرات و واردات وپرداخت‌های انتقالی است.
- فرمول ضریب تکاثری:

Δy=kA*ΔA
- Δy= تغییرات درآمد ملی
- kA = ضریب تکاثری متغیر A
- ΔA= ضریب متغیر A
- A=متغیر مؤثر بر تقاضای کل

## مباحث کلیه مالیه عمومی

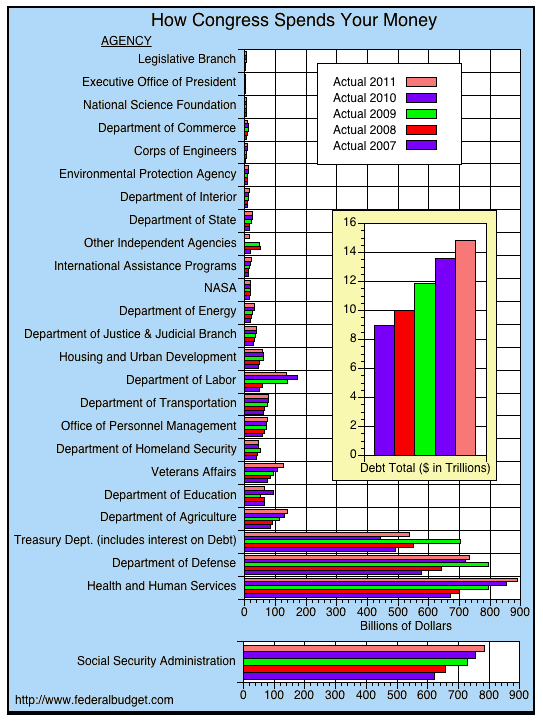
Chart showing how the کنگره ایالات متحده آمریکا spends the federal tax revenue.

1. درآمدهای مالیاتی دولتها
2. درآمدهای غیر مالیاتی دولتها
3. هزینه‌های عمومی دولتها
4. کسری بودجه
5. دولت‌ها و توزیع درآمد
6. بودجه ریزی دولت
7. سیاستگزاری مالی

است.
- Chart showing how the کنگره ایالات متحده آمریکا spends the federal tax revenue.[۱]